# Tirunesh Dibaba
Tirunesh Dibaba (amharisch ጥሩነሽ ዲባባ; * 1. Juni 1985 in Bekoji, Provinz Arsi) ist eine äthiopische Langstreckenläuferin. Sie ist dreifache Olympiasiegerin und fünffache Weltmeisterin.

## Werdegang
2003 holte sie ihren ersten internationalen Titel beim Juniorinnen-Rennen der Crosslauf-Weltmeisterschaften, bei dem sie im Jahr zuvor Zweite geworden war.

### Olympische Spiele 2004
Beim 5000-Meter-Lauf der Weltmeisterschaften 2003 in Paris/Saint-Denis holte sie die Goldmedaille und bei den Olympischen Spielen 2004 in Athen die Bronzemedaille über dieselbe Distanz hinter Meseret Defar (ETH) und Isabella Ochichi (KEN).
Bei dem US-Hallen-Meeting Boston Indoor Games stellte sie 2005 mit 14:32,93 min einen Hallenweltrekord über 5000 Meter auf, der 2009 von Meseret Defar gebrochen wurde. Sie verbesserte damit die Bestmarke von Berhane Adere (ETH) um fast sieben Sekunden. Zwei Monate später siegte sie bei den Crosslauf-Weltmeisterschaften sowohl auf der Kurz- wie auf der Langstrecke.
Bei den Weltmeisterschaften 2005 in Helsinki gewann sie die Goldmedaille über 5000 Meter vor Meseret Defar und über 10.000 Meter vor Berhane Adere. Tirunesh Dibaba ist damit die erste Sportlerin, die beide langen Strecken auf der Bahn bei den gleichen Weltmeisterschaften gewonnen hat.
2006 verteidigte sie auf der Langstrecke ihren Crosslauf-Weltmeisterschaftstitel, und bei den Weltmeisterschaften 2007 in Osaka gewann sie erneut den 10.000-Meter-Lauf.
2008 wurde sie erneut Crosslauf-Weltmeisterin und Afrikameisterin über 10.000 Meter. Bei den zur IAAF Golden League gehörenden Bislett Games stellte sie mit 14:11,15 min einen 5000-Meter-Weltrekord auf, womit die alte Bestmarke von Meseret Defar um gut fünf Sekunden verbessert wurde.

### Olympische Spiele 2008
Ihre Ausnahmestellung stellte sie bei den Olympischen Spielen in Peking unter Beweis. Mit 29:54,66 min, der zweitschnellsten bis dahin gelaufenen Zeit, gewann sie über 10.000 Meter die Goldmedaille vor Elvan Abeylegesse (TUR) und Shalane Flanagan (USA). Obendrein gewann sie eine Woche später auch noch den Lauf über 5000 Meter in einer Zeit von 15:41,40 min vor Elvan Abeylegesse (TUR) und ihrer Landsfrau Meseret Defar.
2009 verbesserte Dibaba beim Zevenheuvelenloop den Weltrekord im 15-km-Straßenlauf um 27 Sekunden auf 46:28 min. Eine hartnäckige Sprunggelenksverletzung verhinderte ihre Teilnahme an den Weltmeisterschaften in Berlin. 2010 wurde sie bei den Crosslauf-Weltmeisterschaften in Bydgoszcz Vierte und verteidigte bei den Afrikameisterschaften in Nairobi ihren Titel im 10.000-Meter-Lauf erfolgreich. Nach einer längeren Verletzungspause gewann sie zum Jahresabschluss 2011 die San Silvestre Vallecana.

### Olympische Spiele 2012
Dibaba konnte ihren Olympiasieg von Peking bei den Spielen in London 2012 verteidigen. Sie ist die erste Athletin, die dies jemals schaffte. Über die 5000-Meter-Distanz gewann sie wenige Tage später Bronze.
Bei den Weltmeisterschaften 2013 in Moskau gewann sie erneut den 10.000-Meter-Lauf.
Im schnellsten Rennen der Geschichte über 10.000-Meter bei den Frauen bei den Olympischen Spielen 2016 in Rio de Janeiro steigerte sie als Drittplatzierte ihre Bestzeit über 10.000 Meter auf 29:42,56 min. 
Am 23. April 2017 erzielte sie als Zweitplatzierte des London-Marathons in 2:17:56 h ihre Bestzeit im Marathon und war damit drittschnellste Athletin aller Zeiten. Im Oktober gewann sie den Chicago-Marathon in 2:18:31 h.
In London erreichte sie 2017 bei den Weltmeisterschaften im Finallauf über 10.000 Meter mit einem Rückstand von mehr als 46 Sekunden und einer Zeit von 31:02,69 min die Silbermedaille.
Im Mai 2018 gewann sie 32-jährig, nach 2013, 2014, 2016 und 2017 zum fünften Mal den Great Manchester Run. Sie hält dort seit 2013 auch den Streckenrekord.

## Persönliches
Tirunesh Dibaba ist mit dem Läufer Sileshi Sihine verheiratet. Sie ist die Cousine der zweifachen 10.000-Meter-Olympiasiegerin Derartu Tulu. Ihre ältere Schwester Ejegayehu Dibaba und ihre jüngere Schwester Genzebe Dibaba sind ebenfalls als Langstreckenläuferinnen erfolgreich.

## Persönliche Bestzeiten
- 3000 m: 8:29,55 min, 28. Juli 2006, London
  - Halle: 8:33,37 min, 26. Januar 2008, Boston
- 5000 m: 14:11,15 min, 6. Juni 2008, Oslo (ehemaliger Weltrekord)
  - Halle: 14:27,42 min, 27. Januar 2007, Boston (ehemaliger Weltrekord)
- 10.000 m: 29:42,56 min, 12. August 2016, Rio de Janeiro
- 15-km-Straßenlauf: 46:28 min, 15. November 2009, Nijmegen (ehemaliger Weltrekord)
- Marathon: 2:17:56 h, 23. April 2017, London